# Somabrachys arcanaria
Somabrachys arcanaria is een vlinder uit de familie van de Somabrachyidae. De wetenschappelijke naam van de soort is voor het eerst geldig gepubliceerd in 1884 door Millière.